# Johan Kjellberg
Johan Gustaf Kjellberg, född 13 augusti 1846 i Gillberga socken, Värmlands län, död 2 oktober 1904 i Stockholm, var en svensk klarinettist och musikdirektör.
Kjellberg var elev vid Stockholms musikkonservatorium 1868–1872, var klarinettist i Kungliga Hovkapellet 1871–1890 och musikdirektör vid Dalregementet 1876. Han var lärare vid konservatoriet 1886–1904. Kjellberg invaldes den 21 maj 1885 som ledamot nr 470 av Kungliga Musikaliska Akademien och tilldelades 1893 medaljen Litteris et Artibus.
Han gravsattes den 7 oktober 1904 på Norra begravningsplatsen utanför Stockholm.